# Csonkamindszent
Csonkamindszent là một thị trấn thuộc hạt Baranya, Hungary. Thị trấn này có diện tích 5,53 km², dân số năm 2010 là 182 người, mật độ 33 người/km².